# Coupe d'Union soviétique de football 1951
Navigation
Édition 1950 Édition 1952
La Coupe d'Union soviétique 1951 est la 12e édition de la Coupe d'Union soviétique de football. Elle se déroule entre le 12 août et le 17 octobre 1951.
La finale se joue à l'origine le 14 octobre 1951 au stade Dynamo de Moscou et voit alors la victoire du CDSA Moscou sur le SK Kalinine (en), pensionnaire de la deuxième division. Cependant à la suite d'une protestation officielle de cette dernière équipe, le résultat d'origine est finalement annulé et la rencontre rejouée le 17 octobre, celle-ci s'achevant sur une nouvelle victoire du CDSA qui remporte ainsi sa troisième coupe nationale. Le club effectue ainsi le doublé, ayant déjà remporté le championnat 1951 peu avant la finale.

## Format
Un total de 51 équipes prennent part à la compétition, cela incluant l'intégralité des 33 participants aux deux premières divisions soviétiques, à laquelle s'ajoutent les 18 formations ayant remporté les coupes des seize républiques socialistes soviétiques ainsi que celles des villes de Léningrad et de Moscou.
Le tournoi se divise en sept tours allant du premier tour jusqu'à la finale. Chaque confrontation prend la forme d'une rencontre unique jouée sur la pelouse d'une des deux équipes. En cas d'égalité à l'issue du temps réglementaire d'un match, une prolongation est jouée. Si celle-ci ne suffit pas à départager les deux équipes, le match est rejoué ultérieurement.

## Résultats

### Huitièmes de finale
Les rencontres de ce tour sont jouées entre le 19 août et le 1er octobre 1951.
| Date              | Locaux                         | Score    | Visiteurs                    |
| ----------------- | ------------------------------ | -------- | ---------------------------- |
| 19 août 1951      | Daugava Riga (D1)              | 3 - 2    | (D2) Krasnoïé Znamia Ivanovo |
| 22 août 1951      | CDSA Moscou (D1)               | 4 - 3    | (D1) Torpedo Gorki (ru)      |
| 25 août 1951      | Krylia Sovetov Kouïbychev (D1) | 2 - 0    | (D2) Spartak Vilnius         |
| 27 août 1951      | SK Kalinine (en) (D2)          | 2 - 1    | (D2) Dinamo Erevan           |
| 20 septembre 1951 | VVS Moscou (D1)                | 3 - 1 ap | (A) Troud Tbilissi           |
| 29 septembre 1951 | Chakhtior Stalino (D1)         | 1 - 1 ap | (D1) Zénith Léningrad        |
| 30 septembre 1951 | Chakhtior Stalino (D1)         | 3 - 1    | (D1) Zénith Léningrad        |
| 30 septembre 1951 | Spartak Moscou (D1)            | 1 - 0    | (D1) Dynamo Kiev             |
| 1er octobre 1951  | Dynamo Moscou (D1)             | 5 - 1    | (A) Metallourg Zaporojié     |

### Quarts de finale
Les rencontres de ce tour sont jouées entre le 2 et le 5 octobre 1951.
| Date           | Locaux                 | Score    | Visiteurs                      |
| -------------- | ---------------------- | -------- | ------------------------------ |
| 2 octobre 1951 | CDSA Moscou (D1)       | 1 - 1 ap | (D1) Krylia Sovetov Kouïbychev |
| 3 octobre 1951 | CDSA Moscou (D1)       | 4 - 1    | (D1) Krylia Sovetov Kouïbychev |
| 3 octobre 1951 | Chakhtior Stalino (D1) | 2 - 1    | (D1) Daugava Riga              |
| 4 octobre 1951 | VVS Moscou (D1)        | 3 - 2 ap | (D1) Spartak Moscou            |
| 5 octobre 1951 | Dynamo Moscou (D1)     | 1 - 4    | (D2) SK Kalinine (en)          |

### Demi-finales
Les rencontres de ce tour sont jouées les 8 et 9 octobre 1951.
| Date           | Locaux                | Score | Visiteurs              |
| -------------- | --------------------- | ----- | ---------------------- |
| 8 octobre 1951 | CDSA Moscou (D1)      | 1 - 0 | (D1) VVS Moscou        |
| 9 octobre 1951 | SK Kalinine (en) (D2) | 1 - 0 | (D1) Chakhtior Stalino |

### Finale
La finale de la compétition est jouée à l'origine le 14 octobre 1951 et voit la victoire du CDSA Moscou contre le SK Kalinine sur le score de 2 buts à 1. Ce résultat est cependant contesté par la suite par cette dernière équipe, notamment en raison d'un but égalisateur refusé de manière litigieuse en fin de rencontre. Selon la version officielle, bien que l'appel soit rejeté par les autorités sportives, les deux équipes demandent finalement à rejouer le match le 17 octobre. Cette deuxième rencontre s'achève sur une nouvelle victoire du CDSA sur le même score qu'à l'origine, bien que les deux équipes doivent cette fois attendre la prolongation pour être départagées.

#### Première finale
| Titulaires :   |                            |
|                |                            |
|                | Vladimir Nikanorov         |
|                | Viktor Tchistokhvalov (ru) |
|                | Anatoli Bashashkin         |
|                | Iouri Nyrkov               |
|                | Mikhaïl Rodine (ru)        |
|                | Aleksandr Petrov (en)      |
|                | Alekseï Grinine (en)       |
|                | Valentin Nikolaïev         |
|                | Boris Koverznev (ru)       |
|                | Viatcheslav Soloviov       |
|                | Vladimir Diomine (en)      |
|                |                            |
| Entraîneur :   |                            |
| Boris Arkadiev |                            |

| Titulaires :       |                         |     |
|                    |                         |     |
|                    | Vladimir Farykine (ru)  |     |
|                    | Boris Kuznetsov         |     |
|                    | Aleksandr Sotskov       |     |
|                    | Valentin Morozov (ru)   |     |
|                    | Vladimir Koulechov      |     |
|                    | Viktor Fomine (ru)      |     |
|                    | Anatoli Iline (ru)      | 63e |
|                    | Nikolaï Iakovlev        |     |
|                    | Vladimir Dobrikov (en)  |     |
|                    | Anatoli Akimov          |     |
|                    | Aleksandr Chtcherbakov  |     |
|                    |                         |     |
| Remplaçants :      |                         |     |
|                    | Andreï Iourtchenko (ru) | 63e |
|                    |                         |     |
| Entraîneur :       |                         |     |
| Piotr Zenkine (ru) |                         |     |

| Titulaires :   |                            |
|                |                            |
|                | Vladimir Nikanorov         |
|                | Viktor Tchistokhvalov (ru) |
|                | Anatoli Bashashkin         |
|                | Iouri Nyrkov               |
|                | Mikhaïl Rodine (ru)        |
|                | Aleksandr Petrov (en)      |
|                | Alekseï Grinine (en)       |
|                | Valentin Nikolaïev         |
|                | Boris Koverznev (ru)       |
|                | Viatcheslav Soloviov       |
|                | Vladimir Diomine (en)      |
|                |                            |
| Entraîneur :   |                            |
| Boris Arkadiev |                            |

| Titulaires :       |                         |     |
|                    |                         |     |
|                    | Vladimir Farykine (ru)  |     |
|                    | Boris Kuznetsov         |     |
|                    | Aleksandr Sotskov       |     |
|                    | Valentin Morozov (ru)   |     |
|                    | Vladimir Koulechov      |     |
|                    | Viktor Fomine (ru)      |     |
|                    | Anatoli Iline (ru)      | 63e |
|                    | Nikolaï Iakovlev        |     |
|                    | Vladimir Dobrikov (en)  |     |
|                    | Anatoli Akimov          |     |
|                    | Aleksandr Chtcherbakov  |     |
|                    |                         |     |
| Remplaçants :      |                         |     |
|                    | Andreï Iourtchenko (ru) | 63e |
|                    |                         |     |
| Entraîneur :       |                         |     |
| Piotr Zenkine (ru) |                         |     |

#### Finale rejouée
| Titulaires :   |                            |     |
|                |                            |     |
|                | Vladimir Nikanorov         |     |
|                | Viktor Tchistokhvalov (ru) |     |
|                | Anatoli Bashashkin         |     |
|                | Iouri Nyrkov               |     |
|                | Mikhaïl Rodine (ru)        |     |
|                | Aleksandr Petrov (en)      |     |
|                | Alekseï Grinine (en)       |     |
|                | Valentin Nikolaïev         |     |
|                | Boris Koverznev (ru)       | 62e |
|                | Viatcheslav Soloviov       |     |
|                | Vladimir Diomine (en)      |     |
|                |                            |     |
| Remplaçants :  |                            |     |
|                | Alekseï Vodiaguine (en)    | 62e |
|                |                            |     |
| Entraîneur :   |                            |     |
| Boris Arkadiev |                            |     |

| Titulaires :       |                         |     |
|                    |                         |     |
|                    | Vladimir Farykine (ru)  |     |
|                    | Andreï Iourtchenko (ru) |     |
|                    | Boris Kuznetsov         |     |
|                    | Valentin Morozov (ru)   | 28e |
|                    | Vladimir Koulechov      |     |
|                    | Viktor Fomine (ru)      |     |
|                    | Anatoli Mankevitch      |     |
|                    | Iouri Fetiskine         |     |
|                    | Vladimir Dobrikov (en)  |     |
|                    | Anatoli Akimov          |     |
|                    | Aleksandr Chtcherbakov  |     |
|                    |                         |     |
| Remplaçants :      |                         |     |
|                    | Iouri Gourvitch         | 28e |
|                    |                         |     |
| Entraîneur :       |                         |     |
| Piotr Zenkine (ru) |                         |     |

| Titulaires :   |                            |     |
|                |                            |     |
|                | Vladimir Nikanorov         |     |
|                | Viktor Tchistokhvalov (ru) |     |
|                | Anatoli Bashashkin         |     |
|                | Iouri Nyrkov               |     |
|                | Mikhaïl Rodine (ru)        |     |
|                | Aleksandr Petrov (en)      |     |
|                | Alekseï Grinine (en)       |     |
|                | Valentin Nikolaïev         |     |
|                | Boris Koverznev (ru)       | 62e |
|                | Viatcheslav Soloviov       |     |
|                | Vladimir Diomine (en)      |     |
|                |                            |     |
| Remplaçants :  |                            |     |
|                | Alekseï Vodiaguine (en)    | 62e |
|                |                            |     |
| Entraîneur :   |                            |     |
| Boris Arkadiev |                            |     |

| Titulaires :       |                         |     |
|                    |                         |     |
|                    | Vladimir Farykine (ru)  |     |
|                    | Andreï Iourtchenko (ru) |     |
|                    | Boris Kuznetsov         |     |
|                    | Valentin Morozov (ru)   | 28e |
|                    | Vladimir Koulechov      |     |
|                    | Viktor Fomine (ru)      |     |
|                    | Anatoli Mankevitch      |     |
|                    | Iouri Fetiskine         |     |
|                    | Vladimir Dobrikov (en)  |     |
|                    | Anatoli Akimov          |     |
|                    | Aleksandr Chtcherbakov  |     |
|                    |                         |     |
| Remplaçants :      |                         |     |
|                    | Iouri Gourvitch         | 28e |
|                    |                         |     |
| Entraîneur :       |                         |     |
| Piotr Zenkine (ru) |                         |     |